# (14519) Ural
(14519) Ural ist ein im Hauptgürtel gelegener Asteroid, der am 8. Oktober 1996 vom belgischen Astronomen Eric Walter Elst am La-Silla-Observatorium (Sternwarten-Code 809) der Europäischen Südsternwarte in Chile entdeckt wurde.
Der Asteroid gehört zur Themis-Familie, einer Gruppe von Asteroiden, die nach (24) Themis benannt wurde.
Der Asteroid wurde am 13. April 2006 nach dem Fluss Ural benannt, der in 790 m Höhe im Südural entspringt, durch Russland und Kasachstan  strömt und schließlich nach 2478 Kilometern in mehreren Armen ins Kaspische Meer mündet.